# San Bernardo (Sonora)
San Bernardo es una ranchería del municipio de Álamos ubicada en el sureste estado mexicano de Sonora, cercana a los límites con los estados de Chihuahua y Sinaloa. La ranchería es la segunda localidad más poblada del municipio ya que según datos del Instituto Nacional de Estadística y Geografía (INEGI), San Bernardo en 2020 contaba con 1,086 habitantes. 
Se encuentra a 66.4 km al norte de la ciudad de Álamos, cabecera del municipio, y a 417 km al sureste de Hermosillo, capital del estado. 
Fue fundado el 14 de julio de 1798 según un título a nombre de Manuel de Angüis en el que se le destinaban tres sitios de ganado mayor y nueve caballerías, que equivalen a 6,653 hectáreas. Fue erigido como ejido el 9 de julio de 1951, dotándose de 6,529 hectáreas a poco más de 80 campesinos beneficiarios.

## Geografía
Véase también: Geografía del Municipio de Álamos
La localidad se ubica sobre las coordenadas 27°23′59″ de latitud norte y 108°50′36" de longitud oeste del meridiano de Greenwich a una elevación media de 212 metros sobre el nivel del mar.

## Demografía
Según el Censo de Población y Vivienda realizado en 2020 realizado por el Instituto Nacional de Estadística y Geografía (INEGI), la villa tiene un total de 1,086 habitantes, de los cuales 557 son hombres y 529 son mujeres. En 2020 había 3989 viviendas, pero de estas 2986 viviendas estaban habitadas, de las cuales 906 estaban bajo el cargo de una mujer. Del total de los habitantes, 41 personas mayores de 3 años (3.78% del total) habla alguna lengua indígena; mientras que 56 habitantes (5.16%) se consideran afromexicanos o afrodescendientes.
El 84.44% de sus pobladores pertenece a la religión católica, el 3.78% es cristiano evangélico/protestante o de alguna variante, mientras que el 11.69% no profesa ninguna religión.

### Educación y salud
Según el Censo de Población y Vivienda de 2020; 6 niños de entre 6 y 11 años (0.55% del total), 2 adolescentes de entre 12 y 14 años (0.18%), 55 adolescentes de entre 15 y 17 años (5.06%) y 34 jóvenes de entre 18 y 24 años (3.13%) no asisten a ninguna institución educativa. 88 habitantes de 15 años o más (8.1%) son analfabetas, 97 habitantes de 15 años o más (8.93%) no tienen ningún grado de escolaridad, 113 personas de 15 años o más (10.41%) lograron estudiar la primaria pero no la culminaron, 31 personas de 15 años o más (2.85%) iniciaron la secundaria sin terminarla, teniendo la ranchería un grado de escolaridad de 7.37.
La cantidad de población que no está afiliada a un servicio de salud es de 177 personas, es decir, el 16.3% del total, de lo contrario el 83.7% sí cuenta con un seguro médico ya sea público o privado. Según el mismo censo, 81 personas (7.46%) tienen alguna discapacidad o límite motriz para realizar sus actividades diarias, mientras que 16 habitantes (1.47%) poseen algún problema o condición mental.
En la ranchería se encuentran ocho centros educativos: Un preescolar indígena, una escuela de educación inicial indígena, un jardín de niños, una primaria indígena, tres escuelas primarias y una escuela secundaria.

### Población histórica
Evolución de la cantidad de habitantes desde el evento censal del año 1900:
| Año           | 1900 | 1910 | 1921 | 1930 | 1940 | 1950 | 1960 | 1970  | 1980  | 1990  | 1995  | 2000  | 2005  | 2010  | 2020  |
| Población     | 219  | 222  | 634  | 192  | 240  | 527  | 605  | 1,001 | 1,570 | 1,381 | 1,270 | 1,371 | 1,168 | 1,067 | 1,086 |
| Fuente: INEGI |      |      |      |      |      |      |      |       |       |       |       |       |       |       |       |

## Gobierno
San Bernardo es una de las 317 localidades en las que se conforma el Municipio de Álamos y la sede de gobierno se encuentra en la villa de Álamos la cual es la cabecera del municipio, cuyo gobierno recae en el presidente municipal y su gabinete, electos cada 3 años, integrado por un síndico, 3 regidores de mayoría relativa y 2 de representación proporcional. La ranchería cuenta con la categoría de comisaría, lo que le permite tener a un residente con la función de comisario.